# Jinx (comics)
Pour les articles homonymes, voir Jinx.
Jinx est un album de bande dessinée en noir et blanc écrit et dessiné par Brian Michael Bendis.

## Synopsis
Jinx est une chasseuse de primes quelque peu aigrie. L’album raconte sa rencontre détonnante avec David Gold, dit Goldfish (issu de l’œuvre de Bendis du même nom) et Columbia, deux « collègues », sur fond de recherche d’un butin de trois millions de dollars.

## Publication

### Éditeurs
- Delcourt (Collection Contrebande) (2006)